# Mistrovství světa v atletice 2011 – Ženy 400 metrů
 Běh na 400 metrů žen na Mistrovství světa v atletice 2011 se uskutečnil 27., 28. a 29. srpna. Ve finálovém běhu zvítězila reprezentantka Botswany Amantle Montshoová a získala první zlato pro svou zemi na MS.

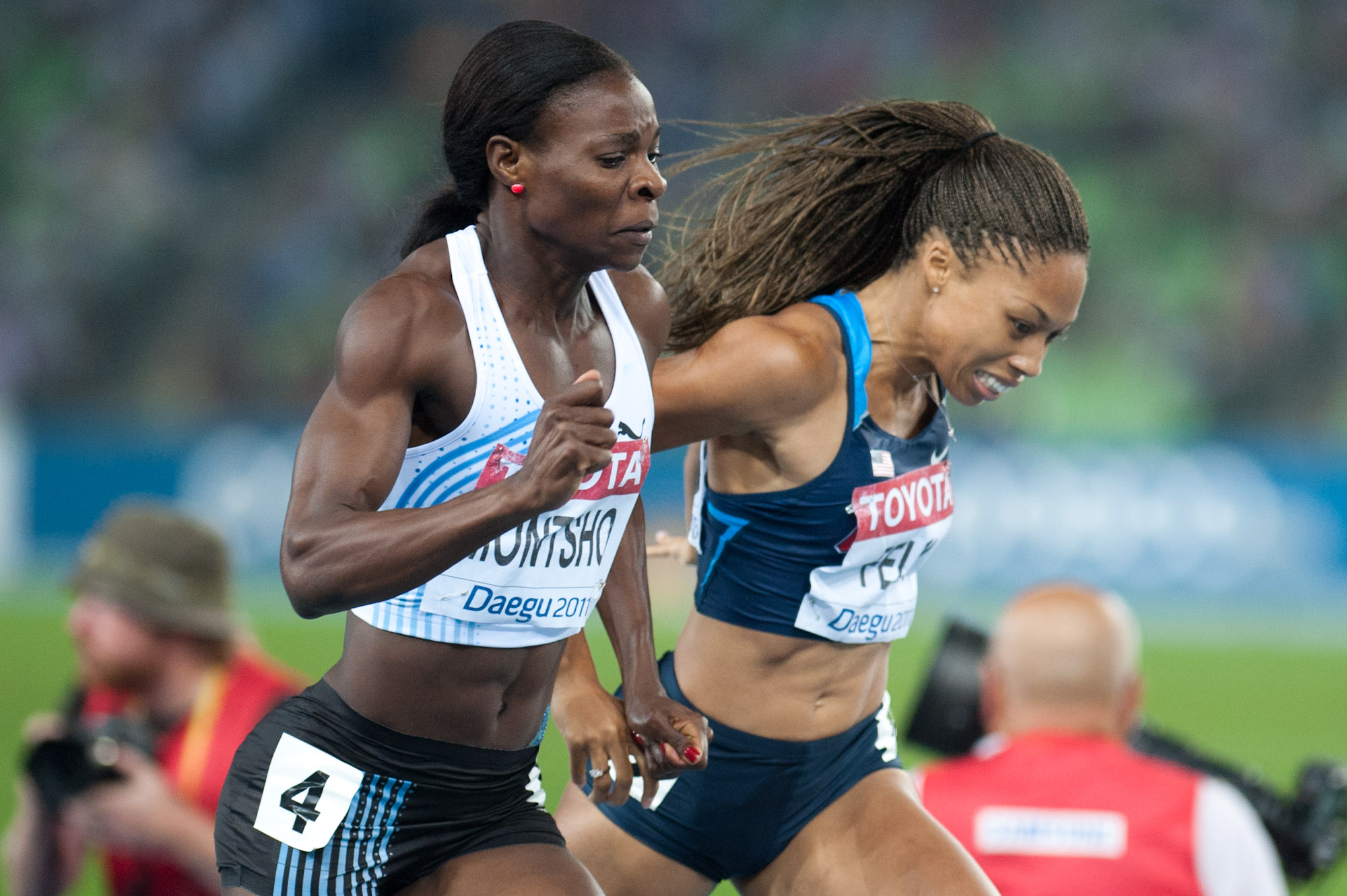
doběh závodu

## Výsledky finálového běhu
| *                | jméno                        | země     | čas   |
| ---------------- | ---------------------------- | -------- | ----- |
| Zlatá medaile    | Amantle Montshoová           | Botswana | 49,56 |
| Stříbrná medaile | Allyson Felixová             | USA      | 49,59 |
| Bronzová medaile | Anastasija Kapačinská        | Rusko    | 50,24 |
| 4                | Francena McCororyová         | USA      | 50,45 |
| 5                | Antonina Krivošapková        | Rusko    | 50,66 |
| 6                | Shericka Williamsová         | USA      | 50,79 |
| 7                | Sanya Richardsová-Rossová    | USA      | 51,32 |
| 8                | Novlene Williamsová-Millsová | Jamajka  | 52,89 |